# Бондаренко Людмила Михайлівна
Людмила Михайлівна Бондаре́нко (28 грудня 1927, Старий Салтів, Харківська округа, Українська СРР, СРСР — 21 листопада 1999, Дніпропетровськ, Україна) — українська актриса. Народна артистка Української РСР (1978).

## Біографія
Народилася 28 грудня 1927 року в селі Старому Салтові (тепер Чугуївський район, Харківська область, Україна). Після закінчення у 1949 році Харківського музичного училища працювала у Свердловському театрі музичної комедії; з 1951 року — у Дніпропетровському українському музично-драматичному театрі імені Тараса Шевченка.
Померла у Дніпропетровську 21 листопада 1999 року.

## Ролі
- Наталка («Наталка Полтавка» Івана Котляревського);
- Оксана, Одарка («Запорожець за Дунаєм» Семена Гулака-Артемовського);
- Катерина («Катерина» Миколи Аркаса);
- Тоня («Біла акація» Ісака Дунаєвського);
- Беатриса («З коханням не жартують» Педро Кальдерона).

## Відзнаки
- Народна артистка УРСР з 1978 року;
- Орден «За заслуги» III-го ступеня (1997)[1].